# Партизани (стрип)
Партизани су стрипски серијал из жанра партизанског стрипа чији је сценариста био Ђорђе Лебовић, са једнократним учешћем других сценариста: Звонимир Фуртингер, Марцел Чукли и Ервин Рустемагић. 
Цртеж је радио хрватски мајстор стрипа Јулио Радиловић Јулес. 
Стрип је настао на иницијативу холандског издавача „Оберон“. Рађен је од 1975. до 1989. године и премијерно је објављиван холандском листу Eppo, а затим и у издањима бивше Југославије, сарајевском Стрип арту и горњомилановачком Ју стрипу. Свеукупно је серијал објављиван у 25 држава света.
Серијал прати пустоловине британског командоса у Југославији чија је ратна сапутница лепа плавокоса партизанка. По сценаристичким и цртачким квалитетима „Партизани“ спадају у сам врх партизанског стрипа.

## Стрипографија
- Издајник. Урађено 1975, објављено 1977. Сценарио Звонимир Фуртингер; Ју стрип (пробна епизода)
- Конвој за Ел Шат, 1977/78. Сценарио Ђорђе Лебовић; Oberon, Холандија, лист
- Жељезна врата, 1979. Сценарио Ђорђе Лебовић; Oberon, Холандија, лист
- Сектор Ф-4, 1978. Сценарио Ђорђе Лебовић; Oberon, Холандија, лист
- Ударна група „Y“, 1979/80. Сценарио Ђорђе Лебовић; Oberon, Холандија, лист
- Мост, 1980. Сценарио Ђорђе Лебовић; Oberon, Холандија, лист
- Обалски ловци, 1980. Сценарио Ђорђе Лебовић; Oberon, Холандија, лист
- Доушник, 1981. Сценарио Марцел Чукли; Oberon, Холандија, лист
- Отмица, 1981. Сценарио Ђорђе Лебовић; Oberon, Холандија, лист
- Клопка за Драгона, 1982. Сценарио Ервин Рустемагић; Oberon, Холандија, лист
- Удари и нестани, 1983. Сценарио Ђорђе Лебовић; Oberon, Холандија, лист
- Сњежна пахуљица, 1987/88. Сценарио Ђорђе Лебовић; Oberon, Холандија,
- Скарабеј, 1988/89. Сценарио Ђорђе Лебовић; Oberon, Холандија,